# Benzon (slægter)
 For alternative betydninger, se Benzon. (Se også artikler, som begynder med Benzon)
Bentzon og Benzon er navne på flere danske slægter, både adelige og borgerlige.

## De adelige slægter
Den adelige slægt Benzon stammer fra købmand i Hamborg Bent Bentsen, hvis søn Hans Bentsen i Ribe var fader til borgmester Bent Hansen Bentsen (død 1622) i Randers, og til rådmand sammesteds Hans Hansen Bentsen (1541-1625). Bent Hansen Bentsen var fader til dr.med. Niels Benzon (1609-1674), hvis søn, generalprokurør Niels Benzon (1646-1708), der 15. december 1679 fik våbenbrev, er stamfader til 1. adelige linje af 1679. Blandt hans børn var deputeret Lars Benzon (1687-1741) og statholder i Norge Jacob Benzon (1688-1775) samt Højesteretsassessor Peder Benzon (1684-1735) til Aggersvold m.fl., der var fader til Christian Benzon (1718-1801) til Christiansdal. Dennes sønner var kammerjunker Jakob (von) Benzon (1759-1842) til stamhuset Christiansdal, Tirsbæk samt Ågård, amtmand Jens Benzon (1767-1839) og major Lars Benzon (1763-1823) til Caden, der var fader til genealog Frederik Vilhelm Casper Benzon (1791-1832). Jakob von Benzon var fader til maleren Christian Albrecht von Benzon (1816-1849).
En yngre søn af dr.med. Niels Benzon (1609-1674) var Peder Benzon (1652-1701) til Havnø m. m., stamfaderen til 2. adelige linje af 1679. Han var fader til Niels Benzon (1684-1709) til Havnø.
Ovennævnte rådmand i Randers Hans Hansen Bentsen (1541-1625) havde sønnerne Søren Bentzon (1618-1668), der var sognepræst og provst i Randers, og Mads Bentzon, hvis søn Hans Benzon (1650-1704) købte Skærsø og var stamfader til 3. adelige linje af 1679. Han var fader til Johan (Jochum) Severin Benzon (1692-1741) til Estvadgård, der var gift med sin kusine Frederikke Louise Bentzon, f. Glud (1702-1745), der af ejendommen oprettede Estvadgaards Stiftelse. (Både Johan Severin Benzon og Frederikke Louise Glud var børnebørn til Søren Glud, der var biskop over Viborg Stift.)
Ovennævnte provst Søren Bentzon (1618-1668) var fader til assessor Hans Benzon (1657-1715), hvis børn 22. februar 1717 ophøjedes i adelsstanden. Familien skriver sig, ligesom de adelige linjer af 1679, Benzon. Af hans børn var konferensråd Johannes Benzon (1712-1784) til Sohngårdsholm fader til oberstløjtnant Hans Peter Benzon (1749-1817), hvis sønnesøn var nationaløkonomen Peter Tamm Julius Benzon-Buchwald (1821-1877).

## De borgerlige slægter

### Musikerslægten Bentzon
Amtsforvalter, etatsråd Christopher Adrian Engelbrecht Bentzon var fader til landinspektør Lars Larsen Bentzon (1833-1893), hvis sønner var landinspektør Povl Bentzon (1858-1943), professor, dr. jur. Viggo Bentzon (1861-1937) og dommerfuldmægtig Svend Bentzon (1875-1947). Viggo Bentzon var i første ægteskab gift med kunsthistoriker Martha Drachmann Bentzon (1886-1912); deres søn var højesteretspræsident Asbjørn Drachmann Bentzon (1887-1960). I andet ægteskab var Viggo Bentzon gift med pianist Karen Emma Hartmann (1882-1977), og de var forældre til komponisten Niels Viggo Bentzon (1919-2000), som var fader til jazzpianisten Nikolaj Bentzon (født 1964).
Ovennævnte Asbjørn Drachmann Bentzon var gift med Eva Judithe Weis (1890-1985) og fader til ankechef og kvinderetsforkæmper Birgitte Weis Bentzon (1914-2011), læge Johanne Weis Bentzon (født 1919), professor på RUC Agnete Weis Bentzon ( 1918-2013), zoolog Martha Weis Bentzon (født 1924) samt cand. act., afdelingsforstander på Statens Seruminstitut Michael Weis Bentzon (født 1920), som er fader til maleren Eva Weis Bentzon (født 1944) og til læge Peter Weis Bentzon (født 1947).
Ovennævnte Povl Bentzon var fader til forfatterinden Inger Bentzon (1886-1971), dr. med. Poul Georg Kobierski Bentzon (1891-1974) og komponisten Jørgen Liebenberg Bentzon (1897-1951). Jørgen Bentzon var først gang gift med Michala Johanne Weis (1899-1973), datter af departementschef A.P. Weis (1851-1935) og Helga Marie Weis født Klein (1877-1946). Han blev gift anden gang med Karen Nielsen (1915-1990). I første ægteskab var Jørgen Bentzon fader til jazzpianisten Adrian Weis Bentzon (født 1929), som er fader til jazzfløjtenisten mm. Aske Bentzon (født 1955), og til musikforskeren Andreas Fridolin Weis Bentzon (1936-1971). I andet ægteskab var Jørgen Bentzon fader til maleren Viggo Drachmann Bentzon (født 1938).
Ovennævnte Svend Bentzon var fader til fløjtenisten Johan Svend Bentzon (1909-2007).

### Apotekerslægten Benzon
En anden borgerlig familie — som en ubekræftet tradition vil føre tilbage til Skotland — nedstammer fra sognepræst og provst i Lund Niels Bentsøn (d. 1649). Hans sønnesøn, byfoged i Stubbekøbing Christian Benzon (1699-1765) var fader til pastor Lorenz Jacob Benzon (1740-1799), købmand, postmester i Stubbekøbing Niels Benzon (1747-1803), købmand i København Peder Christian Benzon (1757-1827) og postmester i Næstved Jacob Benzon (1765-1836), der hver blev stamfader til en linje af slægten. Ovennævnte Lorenz Jacob Benzon (1740-1799) var fader til botanikeren Peter Eggert Benzon (1788-1848), hvis sønnesøn var forfatter Peter Eggert Benzon (1857-1925). Købmand Niels Benzon (1747-1803) var fader til agent Lorenz Jacob Benzon (1790-1864) i
Stubbekøbing, der havde sønnerne, konsul i Nykøbing Falster Edvard Benzon (1820-1875) — fader til livlægen Vilhelm Valdemar Benzon (1852-1929) — og apoteker Alfred Nicolai Benzon (1823-1884), hvis sønner var apoteker Bøje Peter Lorenz Alfred Benzon (1855-1932) og forfatteren Carl Otto Valdemar Benzon (1856-1927). Den ældste af disse sønner var fader til farmaceuten og erhvervsmanden Bøje Benzon (1891-1976).